# 월터 딕스
월터 딕스(Walter Dix, 1986년 1월 31일 ~ )은 미국의 단거리 육상 선수이다. 플로리다 주립 대학교에 재학 중으로 미국의 대학 스포츠 대회인 NCAA에 참가하고 있다. NCAA에선 총 8차례 우승했는데, 100m에서 2차례(2005, 2007), 200m에서 3차례(2006, 2007, 2008), 4x100m 계주에서 1차례(2008), 실내 200m에서 2차례(2006, 2007) 우승했다.
2007년 NCAA 대회 200m에서 19초 69의 기록을 세웠는데, 이 기록은 2007년의 시즌 최고 기록이었다.2007년 NCAA 실외 챔피언십(Outdoor Championship) 100m에서 9초 93으로 우승하기도 했다.
2008년 초 햄스트링 부상으로 고생했으나 2008년 NCAA 실외 챔피언십 200m에서 우승을 차지했다. 6월 29일 유진에서 벌어진 미국 국가대표 선발전 100m에서 9초 80의 기록으로 대표팀에 합류했다.7월 6일 벌어진 200m에서도 19초 86의 기록으로 통과하는 데 성공했다. 그리고 8월 16일 벌어진 베이징 올림픽 100m 결승에서 9초 91의 기록으로 우사인 볼트와 리차드 톰슨에 이어 3위를 차지하며 동메달을 땄다. 며칠 뒤 벌어진 200m 결승에서는 19초 98을 기록하며 5위에 그쳤지만 두 번째로 들어온 앤틸리스 제도의 추란디 마르티나와 세 번째로 들어온 미국의 동료 선수 월러스 스피어몬이 선을 밟았다는 이유로 실격되면서 3위로 승격해 동메달을 따냈다.
2011년, 세계 육상 선수권 대회에서 0.175의 반응 속도와 함께 10.08을 기록하며 은메달을 따냈다.

## 개인 최고 기록
| 종목      | 날짜       | 장소     | 기록    |
| --------- | ---------- | -------- | ------- |
| 55m(실내) | 2007/01/13 | 게인스빌 | 6초 19  |
| 60m(실내) | 2006/03/10 | 페이엇빌 | 6초 59  |
| 100m      | 2008/08/16 | 베이징   | 9초 91  |
| 200m      | 2007/05/26 | 게인스빌 | 19초 69 |